# جنایت جنگی (فیلم)
«جنایت جنگی» (انگلیسی: War Crimes (film)) یک فیلم است که در سال ۲۰۰۵ منتشر شد.